# Le Grand-Bourg
Le Grand-Bourg là một xã thuộc tỉnh Creuse trong vùng Nouvelle-Aquitaine miền trung nước Pháp. Xã này nằm ở khu vực có độ cao trung bình 389 mét trên mực nước biển.

## Địa lý
Thị trấn có cự ly khoảng 12 dặm (19 km) về phía tây của Guéret tại giao lộ các tuyến đường D4, D52 và tuyến đường D912, tuyến đường hành hương có tên đường St James. Sông Gartempe chảy qua giữa thị trấn.

## Dân số
| 1962                                                        | 1968 | 1975 | 1982 | 1990 | 1999 |
| ----------------------------------------------------------- | ---- | ---- | ---- | ---- | ---- |
| 1672                                                        | 1861 | 1564 | 1369 | 1323 | 1244 |
| Số liệu điều tra dân số từ năm 1962 Dân số chỉ tính một lần |      |      |      |      |      |

## Địa điểm nổi bật
- Lâu đài Collonges, thế kỷ 18.
- Phế tích của lâu đài Seigneur.
- Nhà thờ thế kỷ 13.